# Olympische Sommerspiele 1972/Teilnehmer (Großbritannien)
| Gelbes Symbol für Goldmedaillen mit stilisierten Olympischen Ringen | Graues Symbol für Silbermedaillen mit stilisierten Olympischen Ringen | Braundes Symbol für Bronzemedaillen mit stilisierten Olympischen Ringen |
| ------------------------------------------------------------------- | --------------------------------------------------------------------- | ----------------------------------------------------------------------- |
| 4                                                                   | 5                                                                     | 9                                                                       |

Das Vereinigte Königreich nahm als Great Britain and Northern Ireland an den Olympischen Sommerspielen 1972 in München teil. 284 Wettbewerber (210 Männer, 74 Frauen) beteiligten sich an 159 Wettkämpfen in 18 Sportarten. Britische Athleten waren seit Anbeginn bei allen Sommerspielen vertreten. Fahnenträger bei der Eröffnungsfeier war der Reiter David Broome.

## Medaillen

### Gold
- Mary Peters – Leichtathletik, Fünfkampf
- Richard Meade – Reiten, Vielseitigkeit Einzel
- Mary Gordon-Watson, Richard Meade, Bridget Parker, Mark Phillips – Reiten, Vielseitigkeit Mannschaft
- Christopher Davies, Rodney Pattisson – Segeln, Flying Dutchman

### Silber
- Martin Reynolds, Alan Pascoe, David Hemery, David Jenkins – Leichtathletik, 4 × 400-m-Staffel
- Ann Moore – Reiten, Springreiten Einzel
- David Starbrook – Judo, Halbschwergewicht (bis 93 kg)
- David Wilkie – Schwimmen, 200 m Brust
- David Hunt, Alan Warren (Steuermann) – Segeln, Tempest

### Bronze
- Ian Stewart – Leichtathletik, 5000 m
- David Hemery – Leichtathletik, 400 m Hürden
- Ralph Evans – Boxen, Halbfliegengewicht (bis 48 kg)
- George Turpin – Boxen, Bantamgewicht (bis 54 kg)
- Alan Minter – Boxen, Halbmittelgewicht (bis 71 kg)
- Michael Bennett, Ian Hallam, Ronald Keeble, William Moore – Radsport, 4000 m Mannschaftsverfolgung
- Brian Jacks – Judo, Mittelgewicht (bis 80 kg)
- Angelo Parisi – Judo, Offene Klasse
- John Kynoch – Schießen, Laufende Scheibe

## Bogenschießen
Bogenschießen Männer
- Roy Matthews – 2385 Punkte → 17. Platz
- John Snelling – 2356 Punkte → 26. Platz
- Ronald Bishop – 2244 Punkte → 45. Platz

Bogenschießen Frauen
- Lynne Evans – 2313 Punkte → 16. Platz
- Carol Sykes – 2273 Punkte → 21. Platz
- Pauline Edwards – 2249 Punkte → 25. Platz

## Boxen
- Ralph Evans
Halbfliegengewicht: Bronze

- Maurice O’Sullivan
Fliegengewicht: 2. Runde

- George Turpin
Bantamgewicht: Bronze

- William Taylor
Federgewicht: 2. Runde

- Neville Cole
Leichtgewicht: 2. Runde

- Graham Moughton
Halbweltergewicht: Viertelfinale

- Maurice Hope
Weltergewicht: Viertelfinale

- Alan Minter
Halbmittelgewicht: Bronze

- William Knight
Mittelgewicht: Achtelfinale

## Fechten
Florett Einzel
- Barry Paul → Viertelfinale
- Graham Paul → Viertelfinale
- Michael Breckin → Achtelfinale

Florett Mannschaft
- Michael Breckin, Barry Paul, Graham Paul, Anthony Power, Ian Single → Vorrunde

Degen Einzel
- Teddy Bourne → Achtelfinale
- Ralph Johnson → Achtelfinale
- Graham Paul → Achtelfinale

Degen Mannschaft
- Teddy Bourne, Bill Hoskyns, Edward Hudson, Ralph Johnson, Graham Paul → Vorrunde

Säbel Einzel
- Richard Oldcorn → Achtelfinale
- John Deanfield → Achtelfinale
- Richard Cohen → Vorrunde

Säbel Mannschaft
- David Acfield, Richard Cohen, Rodney Craig, John Deanfield, Richard Oldcorn → Vorrunde

Florett Einzel
- Susan Green → Viertelfinale
- Janet Bewley-Cathie-Wardell-Yerburgh → Vorrunde
- Clare Henley → Vorrunde

Florett Mannschaft
- Susan Green, Clare Henley, Sally Anne Littlejohns, Janet Bewley-Cathie-Wardell-Yerburgh, Susan Wrigglesworth → Vorrunde

## Gewichtheben
- Precious McKenzie
Bantamgewicht: 9. Platz

- George Newton
Leichtgewicht: 15. Platz

- Ieuan Owen
Leichtgewicht: 18. Platz

- Mike Pearman
Leichtschwergewicht: 11. Platz

- Anthony Ford
Leichtschwergewicht: 13. Platz

- Peter Arthur
Mittelschwergewicht: 15. Platz

- Dave Hancock
Schwergewicht: 13. Platz

- Ken Price
Schwergewicht: 18. Platz

- Terry Perdue
Superschwergewicht: 10. Platz

## Hockey
Herren
- Vorrunde (Gruppe B)

- Sieg gegen Mexiko (6:0)
- Niederlage gegen Indien (0:5)
- Niederlage gegen Neuseeland (1:2)
- Sieg gegen Kenia (2:0)
- Drew with Australien (1:1)
- Sieg gegen Niederlande (3:1)
- Sieg gegen Polen (2:1)

- Halbfinale

- Sieg gegen Spanien (2:0)

- Spiel um Platz 5

- 5./6. Platz: Niederlage gegen Australien (1:2) → 6. Platz

- Mannschaftsaufstellung

- Joe Ahmad
- Michael Crowe
- Mike Corby
- Bernie Cotton
- Tony Ekins
- Graham Evans
- John French
- Terry Gregg
- Dennis Hay
- Christopher Langhorne
- Peter Marsh
- Peter Mills
- Richard Oliver
- Rui Saldanha
- David Austin Savage
- Keith Sinclair
- Paul Svehlik

## Judo
- Edward Mullen
Leichtgewicht: 9. Platz

- Robert Sullivan
Halbmittelgewicht: 18. Platz

- Brian Jacks
Mittelgewicht: Bronze

- David Starbrook
Halbschwergewicht: Silber

- Keith Remfry
Schwergewicht: 16. Platz

- Angelo Parisi
Offene Klasse: Bronze

## Kanu
| Männer - John Oliver Kajak-Einer, 1000 Meter: Halbfinale - Robin Avery & Douglas Parnham Kajak-Zweier, 1000 Meter: Halbfinale - Robin Avery, Peter Lawler, John Oliver & Douglas Parnham Kajak-Vierer, 1000 Meter: Hoffnungslauf - David Mitchell Kajak-Einer, Slalom: 22. Platz - John MacLeod Kajak-Einer, Slalom: 30. Platz - Raymond Calverley Kajak-Einer, Slalom: 32. Platz - John Albert Canadier-Einer, Slalom: 13. Platz - Rowan Osborne Canadier-Einer, Slalom: 20. Platz - Geoffrey Dinsdale Canadier-Einer, Slalom: 21. Platz - David Allen & Lindsay Williams Canadier-Zweier, Slalom: 15. Platz - John Court & Jon Goodwin Canadier-Zweier, Slalom: DNF | Frauen - Jane Rouse Kajak-Einer, 500 Meter: Hoffnungslauf - Pamela Renshaw & Helen Woodhouse Kajak-Zweier, 500 Meter: Hoffnungslauf - Victoria Brown Kajak-Einer, Slalom: 6. Platz - Heather Goodman Kajak-Einer, Slalom: 13. Platz - Pauline Goodwin Kajak-Einer, Slalom: 21. Platz |

## Leichtathletik
| Männer 100 m - Brian Green - Vorlauf, Runde 1— 10,41 - Vorlauf, Runde 2— 10,58 - Halbfinale – 10,52 s → ausgeschieden - Les Piggot - Vorlauf, Runde 1— 10,54 s - Vorlauf, Runde 2— 10,53 s → ausgeschieden - Don Halliday - Vorlauf, Runde 1— 10,58 s - Vorlauf, Runde 2— 10,60 → ausgeschieden 200 m - Brian Green - Vorlauf, Runde 1— 21,26 s - Vorlauf, Runde 2— 21,41 s → ausgeschieden 400 m - Martin Reynolds - Vorlauf, Runde 1— 46,46 s - Vorlauf, Runde 2— 46,11 s - Halbfinale – 46,71 s → ausgeschieden - David Jenkins - Vorlauf, Runde 1— 46,15 s - Vorlauf, Runde 2— 45,99 s - Halbfinale – 45,91 s → ausgeschieden - Gary Armstrong - Vorlauf, Runde 1— 46,48 s - Vorlauf, Runde 2— 47,10 s → ausgeschieden 800 m - Andy Carter - Vorlauf – 1:47,6 min - Halbfinale – 1:46,5 min - Finale – 1:46,6 min → 6. Platz - Dave Cropper - Vorlauf – 1:47,5 min - Halbfinale – 1:48,4 min → ausgeschieden - Colin Campbell - Vorlauf – 1:54,8 min → ausgeschieden 1500 m - Brendan Foster - Vorlauf – 3:40,8 min - Halbfinale – 3:38,2 min - Finale – 3:39,0 min → 5. Platz - Ray Smedley - Vorlauf – 3:42,1 min - Halbfinale – 3:45,8 min → ausgeschieden - John Kirkbride - Vorlauf – 3:45,3 min → ausgeschieden 5000 m - Ian Stewart - Vorlauf – 13:33,0 min - Finale – 13:27,6 min Bronze - Ian McCafferty - Vorlauf – 13:38,2 min - Finale – 13:43,2 min → 11. Platz - David Bedford - Vorlauf – 13:49,8 min - Finale – 13:43,2 min → 12. Platz 10.000 m - David Bedford - Vorlauf – 27:53,6 min - Finale – 28:05,4 min → 6. Platz - Lachie Stewart - Vorlauf – 28:31,4 min → ausgeschieden - Dave Holt - Vorlauf – 28:46,8 min → ausgeschieden Marathon - Ron Hill: 2:16:30,6 h → 6. Platz - Donald Macgregor: 2:16:34,4 h → 7. Platz - Colin Kirkham: 2:21:54,8 h → 20. Platz 20 km Gehen - Paul Nihill: 1:28:44,4 h → 6. Platz - Phil Embleton: 1:33:22,2 h → 14. Platz - Peter Marlow: 1:35:38,8 h → 17. Platz 50 km Gehen - Paul Nihill: 4:14:09,4 h → 9. Platz - John Warhurst: 4:23:21,6 h → 18. Platz - Howard Timms: 4:34:43,8 h → 25. Platz 110 m Hürden - Alan Pascoe - Vorlauf – 14,08 s - Halbfinale – 14,24 s → ausgeschieden - Berwyn Price - Vorlauf – 13,94 s - Halbfinale – 14,37 s → ausgeschieden - David Wilson - Vorlauf – 14,31 s → ausgeschieden 400 m Hürden - David Hemery - Vorlauf – 49,72 s - Halbfinale – 49,66 s - Finale – 48,52 s → Bronze - John Sherwood - Vorlauf: DNF 3000 m Hindernis - Andy Holden - Vorlauf – 8:33,8 min → ausgeschieden - Steve Hollings - Vorlauf – 8:35,0 min → ausgeschieden - John Bicourt - Vorlauf – 8:38,8 min → ausgeschieden 4 × 100-m-Staffel - Berwyn Price, Don Halliday, Dave Dear, Brian Green - Vorlauf – 39,63 s - Les Piggot, Don Halliday, Dave Dear, Brian Green - Halbfinale – 39,47 s → ausgeschieden 4 × 400-m-Staffel - Martin Reynolds, Alan Pascoe, David Hemery, David Jenkins - Halbfinale – 3:01,3 min - Finale – 3:00,5 min → Silber Stabhochsprung - Mike Bull - Qualifikation – 4,80 m → ausgeschieden Weitsprung - Alan Lerwill - Qualifikation – 7,86 m - Finale – 7,91 m → 7. Platz - Lynn Davies - Qualifikation – 7,64 m → ausgeschieden Kugelstoßen - Geoff Capes - Qualifikation – 18,94 m → ausgeschieden Diskuswurf - Bill Tancred - Qualifikation – 57,24 m → ausgeschieden - John Watts - Qualifikation – 53,86 m → ausgeschieden Hammerwurf - Barry Williams - Qualifikation – 66,32 m - Finale – 68,18 m → 16. Platz - Howard Payne - Qualifikation – 64,56 m → ausgeschieden Speerwurf - Dave Travis - Qualifikation – 74,68 m → ausgeschieden Zehnkampf - Barry King: 7468 Punkte → 15. Platz - Peter Gabbett: DNF | Frauen 100 m - Andrea Lynch - Vorlauf, Runde 1— 11,52 s - Vorlauf, Runde 2— 11,57 s - Halbfinale – 11,64 s → ausgeschieden - Anita Neil - Vorlauf, Runde 1— 11,55 s - Vorlauf, Runde 2— 11,58 s → ausgeschieden - Sonia Lannaman - Vorlauf, Runde 1— 11,45 s - Vorlauf, Runde 2— 11,72 s → ausgeschieden 200 m - Donna Murray - Vorlauf, Runde 1— 23,76 s - Vorlauf, Runde 2— 23,69 s - Halbfinale – 24,03 s → ausgeschieden - Della Pascoe - Vorlauf, Runde 1— 23,97 s - Vorlauf, Runde 2— 23,72 s → ausgeschieden - Margaret Critchley - Vorlauf, Runde 1— 24,04 s - Vorlauf, Runde 2— 24,05 s → ausgeschieden 400 m - Jannette Roscoe - Vorlauf, Runde 1— 53,67 s - Vorlauf, Runde 2— 53,01 s → ausgeschieden - Verona Bernard - Vorlauf, Runde 1— 53,31 s - Vorlauf, Runde 2— 53,29 s → ausgeschieden - Janet Simpson - Vorlauf, Runde 1— 54,13 s → ausgeschieden 800 m - Rosemary Stirling - Vorlauf – 2:03,6 min - Halbfinale – 2:02,4 min - Finale – 2:00,2 min → 7. Platz - Margaret Coomber - Vorlauf – 2:03,0 min → ausgeschieden - Patricia Cropper - Vorlauf – 2:03,6 min → ausgeschieden 1500 m - Sheila Carey - Vorlauf – 4:13,0 min - Halbfinale – 4:07,4 - Finale – 4:04,8 min → 5. Platz - Joyce Smith - Vorlauf – 4:11,3 min - Halbfinale – 4:09,4 min → ausgeschieden - Joan Allison - Vorlauf – 4:14,9 min → ausgeschieden 100 m Hürden - Judy Vernon - Vorlauf – 13,37 s → ausgeschieden - Ann Wilson - Vorlauf – 13,53 s → ausgeschieden 4 × 100 Meter - Andrea Lynch, Della Pascoe, Judy Vernon, Anita Neil Vorlauf: 43,76 s Finale: 43,71 s → 7. Platz 4 × 400 Meter - Verona Bernard-Elder, Janet Simpson, Jannette Roscoe, Rosemary Stirling Vorlauf: 3:30,05 min 3:28,74 min → 5. Platz Hochsprung - Barbara Inkpen Vorrunde: 1,76 m Finale: 1,85 m → 4. Platz - Rosaline Few Vorrunde: 1,73 m → ausgeschieden - Penelope Dimmock Vorrunde: 1,70 m → ausgeschieden Weitsprung - Sheila Sherwood Vorrunde: 6,33 m Finale: 6,41 m → 9. Platz - Maureen Chitty Vorrunde: 6,26 m → ausgeschieden - Ruth Martin-Jones Vorrunde: 5,93 m → ausgeschieden Diskuswurf - Rosemary Payne Vorrunde: 55,56 m Finale: 56,50 m → 12. Platz Fünfkampf - Mary Peters 4801 Punkte → Gold - Ann Wilson 4279 Punkte → 13. Platz |

## Moderner Fünfkampf
Moderner Fünfkampf Einzel
- Jeremy Fox – 5292 Punkte → 4. Platz
- Barry Lillywhite – 4538 Punkte → 36. Platz
- Robert Lawson Phelps – 4427 Punkte → 47. Platz

Moderner Fünfkampf Mannschaft
- Fox, Lillywhite, Phelps – 14.257 Punkte → 9. Platz

## Radsport
Olympische Sommerspiele 1972/Radsport#Straße
Straßenrennen (182,4 km)
- Phil Bayton – 5. Platz
- Phil Edwards – 6. Platz
- David Lloyd – ausgeschieden → ohne Ergebnis
- John Clewarth – ausgeschieden → ohne Ergebnis

Mannschaftszeitfahren (100 km)
- Phil Bayton, Phil Edwards, David Lloyd, John Clewarth
14. Platz

Bahn
1000 m Zeitfahren
- Michael Bennett

- Finale – 1:09,45 min → 17. Platz

Tandem
- David Rowe, Geoff Cooke → 10. Platz

Sprint
- Ernest Chrutchlow → ausgeschieden
- Geoff Cooke → ausgeschieden

Einerverfolgung
- Ian Hallam → 10. Platz

Mannschaftsverfolgung
- Mick Bennett, Ian Hallam, Ronald Keeble, Willi Moore → Bronze

## Reiten
- Lorna Johnstone
Dressur, Einzel: 12. Platz
Dressur, Mannschaft: 10. Platz

- Jennie Loriston-Clarke
Dressur, Einzel: 24. Platz
Dressur, Mannschaft: 10. Platz

- Domini Lawrence
Dressur, Einzel: 33. Platz
Dressur, Mannschaft: 10. Platz

- Ann Moore
Springen, Einzel: Silber 
Springen, Mannschaft: 4. Platz

- David Broome
Springen, Einzel: 14. Platz
Springen, Mannschaft: 4. Platz

- Michael Saywell
Springen, Einzel: 15. Platz
Springen, Mannschaft: 4. Platz

- Harvey Smith
Springen, Mannschaft: 4. Platz

- Richard Meade
Vielseitigkeitsreiten, Einzel: Gold 
Vielseitigkeitsreiten, Mannschaft: Gold

- Mary Gordon-Watson
Vielseitigkeitsreiten, Einzel: 4. Platz
Vielseitigkeitsreiten, Mannschaft: Gold

- Bridget Parker
Vielseitigkeitsreiten, Einzel: 10. Platz
Vielseitigkeitsreiten, Mannschaft: Gold

- Mark Phillips
Vielseitigkeitsreiten, Einzel: 35. Platz
Vielseitigkeitsreiten, Mannschaft: Gold

## Ringen
- Amrik Singh Gill
Bantamgewicht, Freistil: 3. Runde

- Kenneth Dawes
Federgewicht, Freistil: 2. Runde

- Joe Gilligan
Leichtgewicht, Freistil: 3. Runde

- Tony Shacklady
Weltergewicht, Freistil: 2. Runde

- Richard Barraclough
Mittelgewicht, Freistil: 3. Runde

- Ron Grinstead
Halbschwergewicht, Freistil: 2. Runde

## Rudern
Einer
- Kenny Dwan

- Vorlauf – 7:57,49 min
- Hoffnungslauf – 8:10,32 min
- Halbfinale – 8:38,62 min
- B-Finale – 8:00,38 min → 9. Platz

Doppelzweier
- Tim Crooks, Patrick Delafield

- → 5. Platz

Zweier ohne Steuermann
- Matthew Cooper, Jeremiah McCarthy

- → 12. Platz

Zweier mit Steuermann
- Michael Hart, David Maxwell, Alan Inns

- Vorlauf – 7:49,56 min
- Hoffnungslauf – 8:01,14 min
- Halbfinale – 8:21,61 min
- B-Finale – 7:59,57 min → 8. Platz

Vierer ohne Steuermann
- Frederick Smallbone, Leonard Robertson, Jim Clark, William Mason

- → 7. Platz

Vierer mit Steuermann
- Alan Almand, Christopher Pierce, Rooney Massara, Hugh Matheson, Patrick Sweeney

- → 10. Platz

## Schießen
- John Cooke
Schnellfeuerpistole: 19. Platz

- Anthony Clark
Schnellfeuerpistole: 34. Platz

- Frank Wyatt
Freie Pistole: 14. Platz

- Harry Cullum
Freie Pistole: 31. Platz

- Malcolm Cooper
Freies Gewehr, Dreistellungskampf: 12. Platz
Kleinkaliber, Dreistellungskampf: 18. Platz

- Bob Churchill
Kleinkaliber, Dreistellungskampf: 31. Platz

- John Palin
Kleinkaliber, liegend: 54. Platz

- Philip Lawrence
Kleinkaliber, liegend: 55. Platz

- John Kynoch
Laufende Scheibe: Bronze

- John Anthony
Laufende Scheibe: 24. Platz

- Ronald Carter
Trap: 21. Platz

- Brian Bailey
Trap: 25. Platz

- Joe Neville
Skeet: 4. Platz

- Colin Sephton
Skeet: 16. Platz

## Schwimmen
| Männer - Michael Bailey 200 Meter Freistil: Vorläufe 4 × 200 Meter Freistil: 8. Platz - Brian Brinkley 100 Meter Freistil: Vorläufe 200 Meter Freistil: Vorläufe 400 Meter Freistil: 5. Platz 1500 Meter Freistil: Vorläufe 4 × 200 Meter Freistil: 8. Platz 200 Meter Schmetterling: Vorläufe - Jim Carter 1500 Meter Freistil: Vorläufe - Colin Cunningham 4 × 200 Meter Freistil: 8. Platz 100 Meter Rücken: Vorläufe 200 Meter Rücken: Vorläufe 4 × 100 Meter Lagen: 7. Platz - Neil Dexter 400 Meter Freistil: Vorläufe 1500 Meter Freistil: Vorläufe - Martin Edwards 100 Meter Schmetterling: Vorläufe - Nigel Johnson 200 Meter Brust: Vorläufe - Sean Maher 100 Meter Schmetterling: Vorläufe 200 Meter Schmetterling: Vorläufe - John Mills 200 Meter Freistil: Vorläufe 4 × 200 Meter Freistil: 8. Platz 100 Meter Schmetterling: Halbfinale 200 Meter Schmetterling: Vorläufe 4 × 100 Meter Lagen: 7. Platz - Paul Naisby 100 Meter Brust: Vorläufe - Malcolm O’Connell 100 Meter Brust: Vorläufe 200 Meter Brust: Vorläufe - Barry Prime 200 Meter Lagen: disqualifiziert nach Vorlauf 400 Meter Lagen: Vorläufe - Mike Richards 100 Meter Rücken: Halbfinale - Clive Rushton 100 Meter Rücken: Halbfinale - David Wilkie 100 Meter Brust: 8. Platz 200 Meter Brust: Silber 200 Meter Lagen: Vorläufe 4 × 100 Meter Lagen: 7. Platz - Malcolm Windeatt 100 Meter Freistil: Vorläufe 4 × 100 Meter Lagen: 7. Platz | Frauen - Lesley Allardice 100 Meter Freistil: Vorläufe 200 Meter Freistil: Vorläufe 4 × 100 Meter Freistil: Vorläufe 4 × 100 Meter Lagen: Vorläufe - Diana Ashton 100 Meter Rücken: Vorläufe 200 Meter Rücken: Vorläufe - Pamela Bairstow 200 Meter Rücken: Vorläufe 4 × 100 Meter Lagen: Vorläufe - Pat Beavan 200 Meter Brust: Vorläufe - Jacqueline Brown 100 Meter Rücken: Vorläufe - Moira Brown 200 Meter Schmetterling: Vorläufe - Susan Edmondson 100 Meter Freistil: Vorläufe 200 Meter Freistil: Vorläufe 400 Meter Freistil: Vorläufe 4 × 100 Meter Freistil: Vorläufe - June Green 400 Meter Freistil: Vorläufe 800 Meter Freistil: Vorläufe - Diana Harris 100 Meter Brust: Vorläufe - Dorothy Harrison 100 Meter Brust: 8. Platz 4 × 100 Meter Lagen: Vorläufe - Christine Jarvis 100 Meter Brust: Halbfinale 200 Meter Brust: Vorläufe - Jean Jeavons 100 Meter Schmetterling: Vorläufe 200 Meter Schmetterling: Vorläufe 4 × 100 Meter Lagen: Vorläufe - Susan Jones 800 Meter Freistil: Vorläufe - Amanda Radnage 200 Meter Brust: Vorläufe - Shelagh Ratcliffe 200 Meter Lagen: Vorläufe 400 Meter Lagen: Vorläufe - Susan Richardson 200 Meter Lagen: Vorläufe 400 Meter Lagen: Vorläufe - Judith Sirs 4 × 100 Meter Freistil: Vorläufe - Diana Sutherland 200 Meter Freistil: Vorläufe 400 Meter Freistil: Vorläufe 4 × 100 Meter Freistil: Vorläufe 100 Meter Rücken: Vorläufe 200 Meter Rücken: Vorläufe - Diane Walker 100 Meter Freistil: Vorläufe 400 Meter Lagen: Vorläufe - Avis Willington 800 Meter Freistil: Vorläufe 200 Meter Lagen: Vorläufe |

## Segeln
Flying Dutchman
- Rodney Pattison (Steuermann) & Christopher Davies
Gold

Tempest
- Alan Warren (Steuermann) & David Hunt
Silber

Finn-Dinghy
- Patrick Pym (Steuermann)
18. Platz

Drachen
- Simon Tait (Steuermann), Alistair Currey & Ian Hannay
12. Platz

Soling
- John Oakley (Steuermann), Barry Dunning & Charles Reynolds
5. Platz

Star
- Stuart Jardine (Steuermann) & John Wastall
7. Platz

## Turnen
| Männer - Edward Arnold Einzelmehrkampf: 103. Platz in der Qualifikation Boden: 86. Platz in der Qualifikation Pferd: 76. Platz in der Qualifikation Barren: 98. Platz in der Qualifikation Reck: 107. Platz in der Qualifikation Ringe: 96. Platz in der Qualifikation Seitpferd: 107. Platz in der Qualifikation - William Norgrave Einzelmehrkampf: 107. Platz in der Qualifikation Boden: 107. Platz in der Qualifikation Pferd: 91. Platz in der Qualifikation Barren: 106. Platz in der Qualifikation Reck: 109. Platz in der Qualifikation Ringe: 90. Platz in der Qualifikation Seitpferd: 91. Platz in der Qualifikation - Stanley Wild Einzelmehrkampf: 93. Platz in der Qualifikation Boden: 83. Platz in der Qualifikation Pferd: 64. Platz in der Qualifikation Barren: 99. Platz in der Qualifikation Reck: 95. Platz in der Qualifikation Ringe: 106. Platz in der Qualifikation Seitpferd: 73. Platz in der Qualifikation | Frauen - Barbara Alred Einzelmehrkampf: 107. Platz in der Qualifikation Mannschaftsmehrkampf: 18. Platz Boden: 107. Platz in der Qualifikation Pferd: 112. Platz in der Qualifikation Stufenbarren: 100. Platz in der Qualifikation Schwebebalken: 75. Platz in der Qualifikation - Pamela Hopkins Einzelmehrkampf: 114. Platz in der Qualifikation Mannschaftsmehrkampf: 18. Platz Boden: 109. Platz in der Qualifikation Pferd: 115. Platz in der Qualifikation Stufenbarren: 109. Platz in der Qualifikation Schwebebalken: 110. Platz in der Qualifikation - Pamela Hutchinson Einzelmehrkampf: 99. Platz in der Qualifikation Mannschaftsmehrkampf: 18. Platz Boden: 113. Platz in der Qualifikation Pferd: 109. Platz in der Qualifikation Stufenbarren: 95. Platz in der Qualifikation Schwebebalken: 67. Platz in der Qualifikation - Avril Lennox Einzelmehrkampf: 111. Platz in der Qualifikation Mannschaftsmehrkampf: 18. Platz Boden: 104. Platz in der Qualifikation Pferd: 108. Platz in der Qualifikation Stufenbarren: 103. Platz in der Qualifikation Schwebebalken: 112. Platz in der Qualifikation - Yvonne Mugridge Einzelmehrkampf: 116. Platz in der Qualifikation Mannschaftsmehrkampf: 18. Platz Boden: 82. Platz in der Qualifikation Pferd: 117. Platz in der Qualifikation Stufenbarren: 103. Platz in der Qualifikation Schwebebalken: 98. Platz in der Qualifikation - Elaine Willett Einzelmehrkampf: 101. Platz in der Qualifikation Mannschaftsmehrkampf: 18. Platz Boden: 117. Platz in der Qualifikation Pferd: 107. Platz in der Qualifikation Stufenbarren: 71. Platz in der Qualifikation Schwebebalken: 93. Platz in der Qualifikation |

## Wasserspringen
Kunstspringen 3 m
- Christopher Walls – 332,07 Punkte → 17. Platz
- John David Baker – 321,15 Punkte → 23. Platz
- Brian Wetheridge – 310,53 Punkte → 28. Platz

Turmspringen 10 m
- Frank Dufficy – 271,77 Punkte → 21. Platz
- Andrew Michael Gill – 268,68 Punkte → 22. Platz
- Brian Wetheridge – 262,59 Punkte → 28. Platz

Kunstspringen 3 m
- Alison Jean Drake – 378,18 Punkte → 12. Platz
- Helen Mary Koppell – 242,22 Punkte → 22. Platz

Turmspringen 10 m
- Beverly Williams – 301,26 Punkte → 12. Platz
- Heien Mary Koppell – 178,17 Punkte → 18. Platz